# Зіменковський Борис Семенович
Бори́с Семе́нович Зіменко́вський (нар. 18 квітня 1940, м. Бережани, Тернопільська область) — український вчений у галузі фармацевтичної, органічної і біоорганічної хімії, педагог, організатор вищої медичної освіти в Україні, ректор Львівського національного медичного університету імені Данила Галицького (до липня 2023 року). Доктор фармацевтичних наук, професор, заслужений працівник вищої школи України, лауреат Державної премії України в галузі науки і техніки, член-кореспондент НАМН України, заслужений професор ЛНМУ імені Данила Галицького, почесний доктор Люблінського медичного університету (РП), дійсний член ряду громадських академій (АНВОУ, АНТКУ, МАНТІ, УАН, Нью-Йоркської АН, НТШ).

## Біографія
Народився 26 вересня (18 квітня) 1940 року у м. Бережани Тернопільської області, Україна. Після закінчення середньої школи працював слюсарем-інструментальником на заводі.
У 1958 поступив на фармацевтичний факультет Львівського державного медичного інституту, який закінчив у 1963. 
Працював: аспірант Інституту органічної хімії НАН України (1963—1966); асистент (1964—1972), доцент (1972—1978), завідувач кафедри органічної і біоорганічної хімії (1978—1997), завідувач кафедри фармацевтичної, органічної і біоорганічної хімії (1997—2015), декан фармацевтичного факультету (1972—1979), проректор з навчальної роботи (1979—1998), ректор  Львівського національного медичного університету імені Данила Галицького (1998—2023).
Кандидат фармацевтичних наук (1967), доцент (1972), доктор фармацевтичних наук (1978), професор (1980).
Заслужений працівник вищої школи України (1985), академік Академії наук технологічної кібернетики України (1993), академік Академії наук вищої освіти України (1994), академік Міжнародної академії наук технологій та інжинірингу (1995), академік Нью-Йоркської академії наук (1996), лауреат Державної премії України в галузі науки і техніки (2000), член Європейської асоціації міжнародної освіти (2000), президент Галицької фармацевтичної асоціації (2001), академік Української академії наук (2003), заслужений професор ЛНМУ імені Данила Галицького (2007), дійсний член Наукового товариства імені Т. Шевченка (2007), почесний доктор Люблінського медичного університету (2011), член-кореспондент Національної академії медичних наук України за спеціальністю «фармацевтична хімія» (2012) та ін.
Міжнародним Кембріджським біографічним центром проголошений «Людиною тисячоліття» і нагороджений медаллю за досягнення в галузі органічної хімії (1999); Біографічним інститутом США проголошений «Людиною року» (2000). Ці титули Бориса Зіменковського скоріше фейкові, ніж справжні. Міжнародний Кембріджський біографічний центр торгує як вигаданими біографіями, так і фантастичними титулами і сертифікатами. Британська урядова організація Захисту прав споживачів називає видання «шахрайським» та «кічевим».
В червні 2023 року Борис Зіменковський потрапив в сексистський скандал. В соціальні мережі виклали  запис, на якому ректор під час розподілу випускників на інтернатуру у Львівському національному медичному університеті імені Данила Галицького робить сексистські коментарі та ображає студентів та студенток. На ситуацію відреагували в Міністерстві охорони здоров'я. Там заявили, що «ситуація, що склалася у Львівському національному медичному університеті імені Данила Галицького — неприпустима». Перед студентами вибачились і пообіцяли, що спеціальна комісія МОЗ розбереться в ситуації. По результатам перевірки МОЗ України повідомило, що Бориса Зіменьковського звільнено з посади ректора Львівського національного медичного університету імені Данила Галицького.

## Науково-педагогічна діяльність
Український науковець у галузі фармацевтичної, органічної і біоорганічної хімії. Зробив суттєвий внесок у розвиток хімії гетеро- і макрогетероциклічних сполук, пошук нових фізіологічно активних сполук та створення ряду лікарських засобів, започаткував піонерські роботи в Україні з віртуального синтезу з використанням методів квантової хімії. Синтезував 3 нових класи складних макрогетероциклічних сполук; виявив близько 300 високоефективних речовин з різним спектром дії; співрозробник 5 нових лікарських засобів — флуренізиду, літію гідроглютамінату, ноотрилу, тіотриазоліну та тіоцетаму.
Підготував 15 кандидатів, 5 докторів наук.
Автор понад 800 наукових та навчально-методичних праць, серед них 8 посібників і підручників, близько 130 авторських свідоцтв на винаходи та патентів, 3-х томний підручник «Органічна хімія», підручники «Органическая химия» (2 вид.), «Органічна хімія» (2 вид.), «Біоорганічна хімія» (2009).
Багаторічний керівник Львівського національного медичного університету імені Данила Галицького. Заклав організаційно-методичні основи стратегічного та програмно-цільового розвитку університету.
Голова вченої ради та спеціалізованої вченої ради в ЛНМУ ім. Данила Галицького, член Наукової медичної ради МОЗ України (2005), член редколегій і редакційних рад 10 фахових наукових журналів, зокрема «Медична освіта».
Очолює Західний науковий центр НАМН та МОЗ України (з 2013), а також секцію медичних наук Західного наукового центру НАН та МОН України; Західний науковий центр Академії наук вищої освіти України.

### Основні праці
- Синтез и некоторые превращения трехзамещенных производных 2-тио-тиазанона-4 (канд. дис.). Київ, 1966;
- Синтез и изучение гетероциклических соединений, содержащих в молекуле два 1,3-тиазановых цикла и обладающих физиологической активностью (докт. дис.). Львів, 1978;
- Органічна хімія (підручник). Харків, Основа, 1993, Т. 1; 1996, Т. 2; 1997, Т. 3; * Координата реакции рекомбинации гидроксорадикалов. Теор. Эксп. Химия 1998, № 2 (співавт.)
- Синтез макрогетероциклічних сполук на основі 1,5-біс-(2-тіоксо-4-оксотіазолідин-3-іл)тіокарбокси-3-азапентану. Фарм Журн 1999, № 3;
- Літію гамма-амінобутирату моногідрат, який проявляє нормотимічну дію. Пат № 26703, 12.11.1999 р. (співавт.);
- Synthesis and antiinflammatory activity of some 2-arylamino-2-thiazoline-4-ones. Acta Pol Pharm-Drug Res 2003, № 6 (співавт.);
- 4-Тіазолідони. Хімія, фізіологічна дія, перспективи (монографія). Вінниця, Нова книга, 2004 (співавт.);
- Anticancer thipyrano[2,3-d][1,3]thiazol-2-ones with norbornane moiety. Synthesis, cytotoxicity, physico-chemical properties, and computation studies. Bioorg. Med. Chem. 2006, № 14 (співавт);
- Органическая химия (підручник). 2-е изд. Харків, Оригинал, 2007 (співавт);
- Synthesis of novel thiazolone-based compounds containing pyrazoline moiety and evaluation of their anticancer activity. Eur J Med Chem 2009, № 4 (співавт.);
- Biologically active 4-thiazolidinones: a review of QSAR studies and QSAR modeling of antitumor activity. Curr Top Med Chem 2012, Vol. 12 (співавт.);
- Synthesis of pyrazoline-thiazolidinone hybrids with trypanocidal activity. Eur J Med Chem 2014, Vol. 85 (співавт.).

## Нагороди і відзнаки
Нагороджений багатьма державними нагородами й відзнаками, серед яких:
- Почесна Грамота Верховної Ради України (2005)
- Почесні звання «Заслужений працівник вищої школи України» (1985) та «Лауреат Державної премії України в галузі науки і техніки» (2000)
- Ордени: Святого рівноапостольного князя Володимира (2000), «За заслуги» III ступеня (2002), імені В. Стуса «За вірність» (2002), преподобного Нестора Літописця II ступеня (2004), Андрія Первозванного (2004), Кавалерський Хрест «За заслуги перед Польщею» (2004), Святого Архистратига Михаїла (2005), Святого Миколая Чудотворця І ступеня (2009), «За заслуги» II ступеня (2009), князя Ярослава Мудрого І ступеня (2010), Святого Рівноапостольного князя Володимира Великого III ступеня (2011).
- Медалі: «За доблесну працю» (1970), «За трудову доблесть» (1976), імені Ярослава Мудрого (1999), Верховної Ради України «Десять років незалежності» (2002), Академії педагогічних наук України «Ушинський К. Д.» (2009), Академії наук вищої освіти України «Академік О. О. Богомолець» (2010), Святого Володимира АНВО України (2014)
- Нагрудні знаки: «Винахідник СРСР» (1990), Міністерства освіти і науки України «Петро Могила» (2005)
- Відзнаки: НАН України «За підготовку наукової зміни» (2011); УАН «За творчі здобутки» II ступеня (2011); Люблінського медичного університету «Заслужений для Медичного університету в Любліні» (2011) та ін.

Нагороджений: відзнакою Комітету ВРУ України з питань охорони здоров'я, МОЗ України, НАМН України «За охорону здоров'я України» та грамотою в номінації «За вагомий внесок у розвиток іміджу охорони здоров'я України» загальнонаціонального проекту «Флагмани сучасної медицини» (2012); подякою «За активну організаторську діяльність з розвитку і упровадження освітніх інновацій» на П'ятому міжнародному форумі-презентації «Інноватика в сучасній освіті» (2013); почесною грамотою «За наполегливу організаторську діяльність з інноваційного розвитку національної освіти» на виставці «Сучасні заклади освіти — 2014» (2014); подякою «За особистий творчий внесок і плідну організаторську діяльність з інноваційного розвитку національної освіти» на Шостому міжнародному форумі-презентації «Інноватика в сучасній освіті» (2014); почесною грамотою «За вагомий особистий внесок і плідну організаторську діяльність з модернізації та оновлення галузі освіти» на виставці «Сучасні заклади освіти — 2015» (2015).
Упродовж трудової діяльності нагороджений численними почесними грамотами Міністерства охорони здоров'я України, Львівської обласної державної адміністрації, Львівської обласної ради, цінними подарунками Президента України, міністра охорони здоров'я України, голови Львівської обласної державної адміністрації.
Почесний професор Тернопільського національного медичного університету імені І. Я. Горбачевського.